# Auguste Hirschauer
Auguste Hirschauer, né le 16 juin 1857 à Saint-Avold (Moselle), et mort le 27 décembre 1943 à Versailles (Seine-et-Oise),  est un général français, grand-croix de la Légion d'honneur et médaillé militaire.

## Biographie

### Jeunesse et famille
Auguste Édouard Hirschauer voit le jour au numéro 20 de la rue de Longeville, à Saint-Avold. Son père, Charles Édouard Hirschauer, est commissaire de la Police Spéciale des Chemins de fer, l’ancêtre des renseignements généraux. La famille paternelle est originaire de Mulhouse. Sa mère, Julie Dufour, vient d'Embry dans le Pas-de-Calais. Le couple s'était installé à Saint-Avold le 1er octobre 1856 après son mariage le 31 décembre 1855. 
Après de brillantes études, Auguste Hirschauer choisit la carrière militaire. Lorsque Saint-Avold devient allemande en 1871, la famille opte pour la nationalité française et doit donc quitter la ville. Elle va habiter à Calais.
Jeune capitaine, il se marie à Pagny-sur-Moselle, le 9 octobre 1883, avec Marie Élisabeth Claire Joséphine Goussel (née à Metz le 24 novembre 1858). Il meurt à Versailles à l'âge de 86 ans le 27 décembre 1943. Son corps repose au cimetière du Montparnasse à Paris.

### Au service de l'aéronautique militaire
Il est reçu avec succès à l'École polytechnique (X1876). Il est nommé lieutenant au  1er régiment de génie de Versailles. 
Il se distingue lors de la campagne d'Algérie en 1881 au sud d'Oran. Nommé capitaine, il sert à l'état-major de Lille avant d'être nommé professeur adjoint de fortification à Saint-Cyr, puis par la suite à l'École navale.
Il sort major de l'École supérieure de guerre. Il est breveté d’état-major. Sa carrière s'accélére. Il devient chef de cabinet du général Raoul Le Mouton de Boisdeffre, chef de l'état-major de l'Armée de terre. À ce titre, il remplit plusieurs missions dans les Balkans, en Turquie ou encore en Afrique.
Après son retour en France, il est muté à l'Établissement central de l'aérostation militaire de Chalais-Meudon dont la direction est assurée par le colonel Charles Renard. Il se tourne alors résolument vers l'aéronautique. Il est promu lieutenant-colonel en 1905 puis directeur du Génie à Lille. Il devient l'adjoint du premier inspecteur permanent de l’aéronautique militaire, le général Rocques. Son premier fils Louis, né dans cette ville, devient plus tard ingénieur en chef de l'aéronautique et commandeur de la Légion d'Honneur. Son deuxième fils, Charles, né en 1888, devient élève à l'école des Chartes puis à l'école française de Rome pour devenir conservateur de la bibliothèque de Versailles jusqu'à sa mort en 1929. Son dernier fils, Jean fait carrière dans la banque. Sa seule fille épouse le fils du contre-amiral Louis-Goulven Prat. 
Colonel en 1909 puis général de brigade en décembre 1912, il devient inspecteur permanent de l’aéronautique militaire. Il essaie d'adapter les armes aux combats modernes. Il est alors reconnu comme l'un des pères de l'aéronautique militaire.
Les compagnies d'aérostiers réapparaissent le 19 mai 1886 dans les quatre grands régiments du Génie, Bonaparte les ayant dissoutes. En 1886, quatre compagnies de dirigeables sont créées, une dans chaque régiment d'aérostiers. Elles sont regroupées le 1er avril 1904 pour former, sous les ordres du chef de bataillon Hirschauer, le 25e bataillon du génie.
En septembre 1909, le général Pierre Auguste Roques commande cinq aéroplanes pour l'armée et cherche le personnel adéquat pour les piloter. En hommage à Clément Ader, après le Grand Concours d’Aviation Militaire de Reims 1911, il décide le 29 novembre 1911 d'appeler les engins « avions ».
Le 22 août 1912, Auguste Hirschauer prend le commandement des troupes aéronautiques et la direction du dépôt de matériel d'aéronautique, dont le centre est installé à Versailles et préfigure la future base aérienne 134 Versailles.

### La Première Guerre mondiale

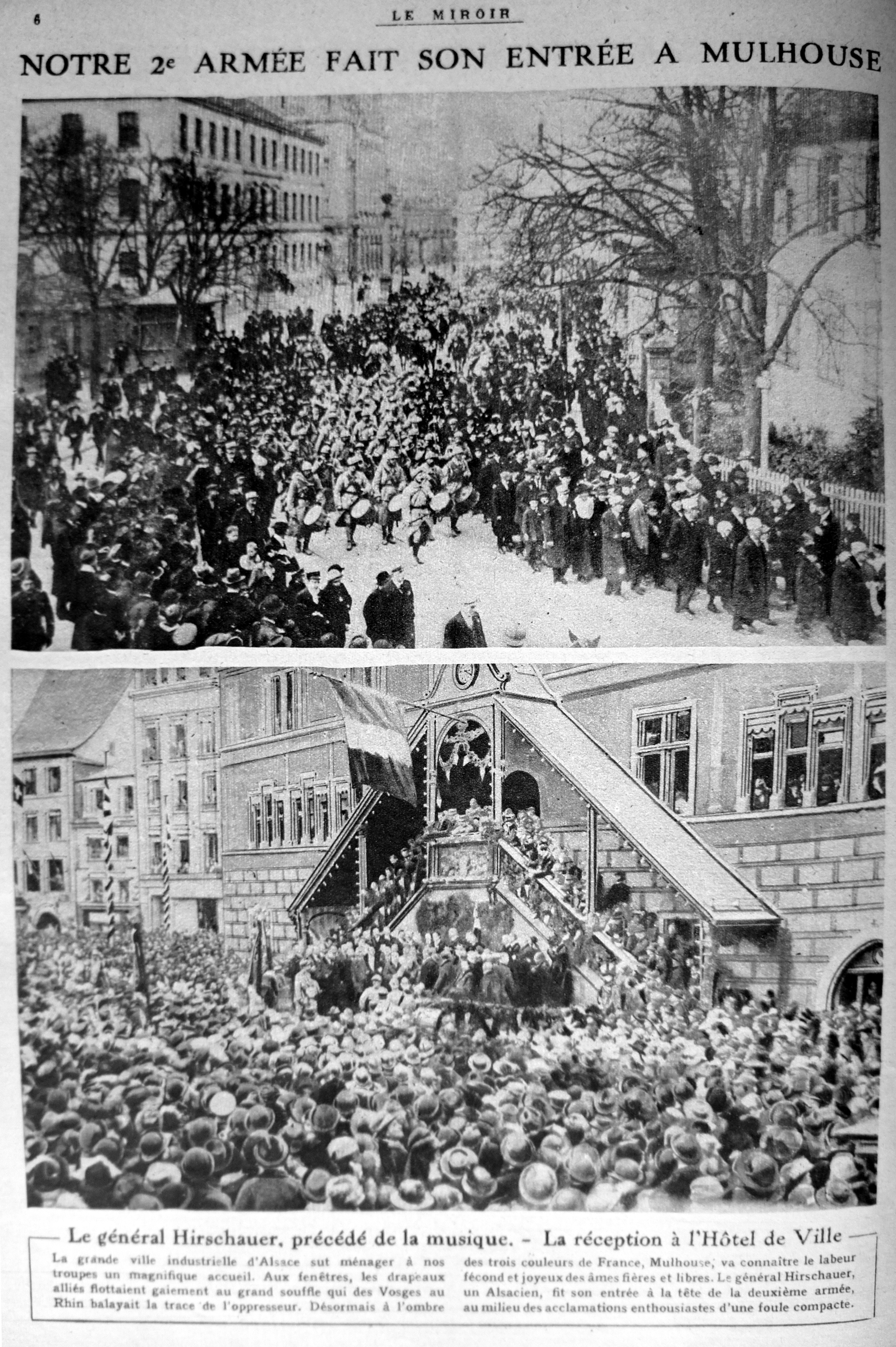
Hirschauer et la 2 armée entrent à Mulhouse publié dans Le Miroir.

En 1914, Hirschauer est général commandant une brigade d'aérostiers avec les 5e et 8e régiments du génie de Versailles. Il est nommé chef d'état-major de Paris et travaille sous les ordres du général Gallieni.
Il travaille au ministère de la Guerre tout en brûlant d'envie de rejoindre le front. Il commande la 29e brigade d'infanterie puis la 63e division d'infanterie. Promu général de division, il prend en charge le 18e corps d'armée, puis le 9e pour finir avec la IIe armée. Il prend part aux batailles de l'Ourcq, de Champagne et de Verdun.
Il s'empare de Craonne en 1917. Il fait une entrée triomphale dans Mulhouse le 17 novembre 1918.

### De l'armée au Sénat
Après l'armistice, il est nommé gouverneur de Strasbourg puis mis à la retraite en 1919, après quarante-cinq années de service. 
Il se présente aux élections sénatoriales en Moselle et est élu, le 11 janvier 1920 avec 735 voix, sur la liste « Union républicaine lorraine ». Il est réélu en 1924 et en 1932 et s'inscrit dans le groupe de l'Union républicaine. En 1940, il ne prend pas part au vote des pleins pouvoirs constituants à Philippe Pétain, ne parvenant pas à se rendre à Vichy.

## Ordres et hommages
Il est titulaire de la grand-croix de la Légion d'honneur, de la médaille militaire et d'autres décorations, étrangères.
La ville de Saint-Avold baptise une rue à son nom « rue du général Hirschauer » et, en 1958, une plaque est apposée sur le mur de sa maison natale à l'occasion du centenaire de sa naissance.

## Grades
- 24/12/1912 : général de brigade.
- 25/03/1916 : général de division.

## Décorations

### Placard
|  |  |  |
|  |  |  |
|  |  |  |

### Intitulés des décorations françaises
- Médaille militaire (30/12/31)
- Légion d'honneur :
  - Chevalier (30/12/95)
  - Officier (31/12/07)
  - Commandeur (03/09/13)
  - Grand Officier (10/07/17)
  - Grand-croix (16/06/20)[7],
- Croix de guerre 1914-1918 avec 3 palmes,
- Médaille interalliée de la Victoire,
- Médaille commémorative de la Grande Guerre,
- Médaille coloniale avec agrafe « Algérie ».

### Intitulés des décorations étrangères
- Belgique: Croix de guerre avec 1 palme,
- États-Unis: Distinguished Service Medal,
- Royaume d'Italie: Grand officier de l'Ordre de la Couronne d'Italie.

## Postes
- 25/04/1912-20/12/1912 : inspecteur permanent de l'Aéronautique militaire par intérim.
- 20/12/am1912-01/10/1913 : inspecteur permanent de l'Aéronautique militaire.
- 01/10/1913-15/11/1913 : commandant de la brigade du  1er régiment du génie et commandant supérieur du département de Seine-et-Oise.
- 15/11/13-02/08/14 : commandant de la brigade des  1e et  8e régiments du génie.
- 02/08/14-09/08/14 : commandant du Génie de la zone Sud-Ouest du camp retranché de Paris.
- 15/08/14-28/08/14 : chef d'état-major adjoint du camp retranché de Paris.
- 28/08/14-10/10/14 : commandant du Génie de camp retranché de Paris.
- 10/10/14-14/09/15 : directeur de l'Aéronautique militaire au ministère de la Guerre.
- 14/09/15-20/09/15 : en disponibilité.
- 20/09/15-30/12/15 : commandant de la 29e brigade d'infanterie.
- 30/12/15-20/06/16 : commandant de la  63e division d'infanterie de réserve.
- 20/06/16-22/08/17 : commandant du  18e corps d'armée.
- 22/08/17-11/12/17 : commandant du  9e corps d'armée.
- 11/12/17-22/11/18 : commandant de la  IIe armée.
- 22/11/18-22/10/19 : gouverneur militaire de Strasbourg.
- 20/02/19-22/10/19 : commandant supérieur du territoire d'Alsace.
- 16/06/1919 : placé dans la section de réserve.
- 11/01/1920-27/12/1943 : sénateur de la Moselle.

## Sources
- « Auguste Édouard Hirschauer », dans le Dictionnaire des parlementaires français (1889-1940), sous la direction de Jean Jolly, PUF, 1960 [détail de l’édition]
- Dir. Jean El Gammal, François Roth et Jean-Claude Delbreil, Dictionnaire des Parlementaires lorrains de la Troisième République, Metz, Serpenoise, 2006 (ISBN 2-87692-620-2, OCLC 85885906, lire en ligne), p. 290-291